# Cuba en los Juegos Olímpicos de Ámsterdam 1928
Cuba estuvo representada en los Juegos Olímpicos de Ámsterdam 1928 por un deportista masculino que compitió en atletismo.
El portador de la bandera en la ceremonia de apertura fue el atleta José Barrientos. El equipo olímpico cubano no obtuvo ninguna medalla en estos Juegos.